# إدوارد ويليام داي
إدوارد ويليام داي (بالإنجليزية: Edward William Day)‏ هو محامي وقاضي أمريكي، ولد في 24 مايو 1901 في كرانستون في الولايات المتحدة، وتوفي في 22 أكتوبر 1985.